# 二見いすず
二見 いすず（ふたみ いすず　9月17日生）は鹿児島県を拠点に活動する日本のフリーアナウンサー。鹿児島県曽於郡大崎町出身。

## 人物
1977年に南日本放送のアナウンサーとして入社（同期に古川廣生）。おもにニュース・報道や音楽番組を担当し、『ザ・ベストテン』の鹿児島地区中継レポーター（追っかけウーマン）も務めた。
1985年7月にMBCを退社するが、その後も同社専属のMBCタレントとしてアナウンス業務に当たっている。特に1986年からは「二見いすずの土曜の朝は」のメインDJを務めるほか、MBC社外でも講演会、話し方教室講師、司会なども担当している。

## 出演
2023年現在
- 二見いすずの土曜ラジオ（土曜 9:00 - 12:45）